# Luis Santibáñez
Luis Alberto Santibáñez Díaz (Antofagasta, 7 febbraio 1936 – Santiago del Cile, 5 settembre 2008) è stato un allenatore di calcio cileno.

## Carriera
Ha guidato la Nazionale di calcio del Cile tra il 1977 e il 1982, portandola alla qualificazione per i Mondiali del 1982 in Spagna. Durante tale competizione il Cile, finito nel girone con Algeria, Austria e Germania Ovest, venne eliminato al primo turno, perdendo tutte e tre le partite.

## Palmarès

### Allenatore

#### Competizioni nazionali
- Campionato cileno: 4

Unión San Felipe: 1971
Unión Española: 1973, 1975, 1977
- Campionato ecuadoriano: 1

Barcelona SC: 1985